# 레알 (신조어)
레알, 또는 초성체로 ㄹㅇ은 2009년 후반에 등장한 '진짜'나 '정말, '인정한다' 등의 뜻을 가진 신조어이다.

## 유래
레알은 디시인사이드에서부터 시작된다. 당시 디시인사이드에는 '~했다는 게 사실?'이라고 묻는 어투가 있었다. 시간이 지나며 이 말은 '~했다는 게 최진실?'로 바뀌어 사용되었지만, 2008년 10월 2일 최진실이 사망하여 고인드립이 되자 '~했다는 게 최진실?'이라는 어투가 금기시되었다. 이에 사람들은 '진실', '사실'을 뜻하는 영어 단어 real을 사용해 '~했다는 게 리얼?'로 사용하다가 그 당시 폭풍적인 인기를 끌던 스페인 축구 팀 레알 마드리드에서 '레알'을 따와 '~했다는 게 레알?'로 굳어졌고, 현재는 '레알' 단독으로 많이 사용된다.

## 등장
- KBS 드라마 공부의 신 7화에서 고아성(길풀잎 역)이랑 유승호(황백현 역)이 대화할 때 고아성이 사용[2]
- 재밌는TV 롤러코스터 2010년 1월 19일 방송분 '신조어 탐구생활'에서 20대 여자친구가 정형돈에게  사용[3]
- 노라조가 카레에 가사로 사용

샨티 샨티 카레 카레야 완전 좋아 아 레알 좋아

## 같이 보기
- 욕설
- 초성체
- 디시인사이드